# Glischrochilus hortensis
Glischrochilus hortensis (лат.) — вид жуков-блестянок. Длина тела взрослых насекомых (имаго) 4—6 мм. Тело чёрное. Каждое из надкрылий с двумя оранжевыми пятнами: косым у плеча и кругловатым за серединой. Усики, кроме булавы, и ноги бурые. Жуки большей части живут под корой берёзы. Личинки вредители лука.